# Dorothea Herwegh

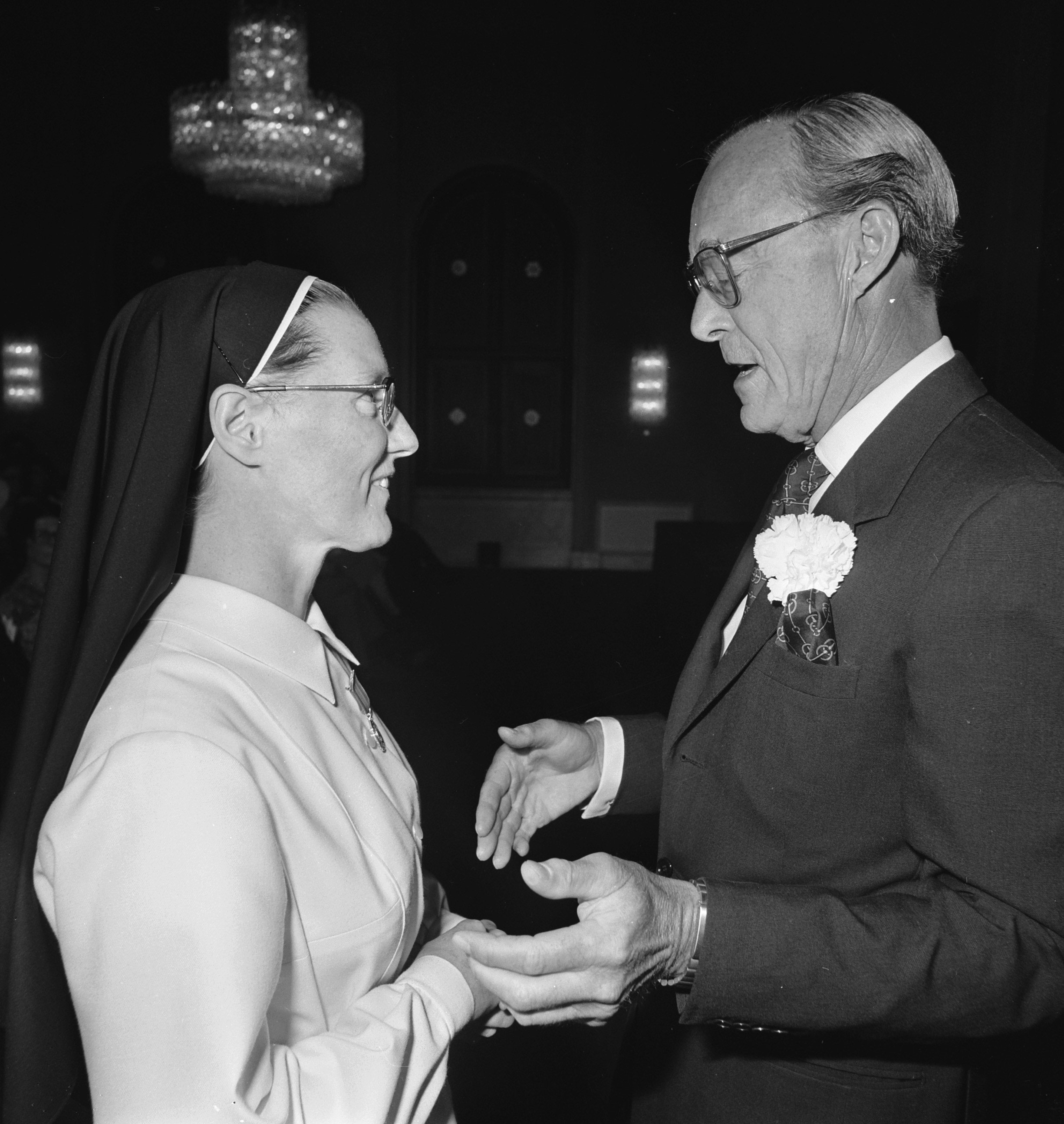
Dorothea Herwegh krijgt zilveren anjer opgespeld in 1977

Zuster Mathilde Eulalie (Dorothea) Herwegh (geboren Breda, 17 augustus 1930) is een Nederlands geestelijke.
Op 24-jarige leeftijd trok ze in bij de Orde van Norbertinessen in Sint-Catharinadal te Oosterhout. Haar vader had haar er tot die tijd van willen weerhouden. Ze legde de geloften af in 1956. Ze zou als verpleegster werkend in het Sint Ignatiusziekenhuis beroepsmatig contact krijgen met prior Elisabeth Janssen (Ans Janssen), die haar overhaalde naar Sint-Catharinadal te komen. Ze studeerde vervolgens twee jaar aan de Academie voor Beeldende Kunsten Sint-Joost. Met die vergaarde kennis kon ze aan de slag in het kunstatelier van Janssen. Janssens en Herwegh zouden jarenlang leiding geven aan het atelier. Samen met de andere zusters pakte ze de restauratie op van antieke boeken hetgeen haar enige tijd wereldbekendheid gaf. Allerlei particulieren en instellingen lieten hun boeken in genoemd klooster restaureren. Onder de te restaureren werken bevonden zich Bijbels, motetboeken, schriften op perkament etc., bijvoorbeeld uit de Abdij Lilbosch te Pey. Om aan de vraag te kunnen voldoen werd een speciaal apparaat ontworpen en in elkaar gezet voor papier scheppen, bevestigen van papier en het op kleur brengen; alles in één handeling.
Voor haar werk op dat cultureel gebied kreeg ze in 1977 de Zilveren Anjer opgespeld; ze droeg het op aan al haar medewerkers. Voor het overige leefde Herwegh grotendeels in de anonimiteit.